# Утка
„Утка“ (на руски: Утка – „Патица“) е подводница от руския клас „Барс“, собственост последователно на Русия, Германия, Франция.
Използвана е в Първата световна война, както и за учебни цели. Зачислена е в списъка на корабите от Черноморския флот на Русия на 2 юли 1915 г. Заложена е за строеж в Балтийския корабостроителен завод в гр. Николаев на 1 август 1915 г. Спусната на вода през есента на 1916 г. и влиза в строя на 20 юни 1917 г.
На 16 декември 1917 влиза в състава на Черноморския флот. На 1 май 1918 г. е пленена в Севастопол от германските окупатори и е включена в състава на черноморските ВМС на Германия под името „US 3“.
На 24 ноември 1918 г. е пленена след англо-френска интервенция. След 3 май 1919 г. влиза в състава на морските сили на Доброволческата Бяла армия на Южна Русия и получава бордови номер 7. На 14 ноември 1920 г. е преведена от врангеловците от Севастопол в Истанбул и на 29 декември 1920 г. е интернирана от френските власти в Бизерта, Тунис.
На 29 октомври 1924 г. френското правителство я признава за собственост на СССР, но поради неуредени отношения не е върната. В края на 1920-те години е продадена за отпадъци на френска частна фирма и е нарязана в Бизерта.

## Командири
- Владимир Валерианович Крузенщерн (1916)
- Е. Ч. Садовски (1 ноември 1916 – 1917)
- Н. А. Манастирьов (6/19 август 1919 – 1920)